# Juan de Borbón y Battenberg

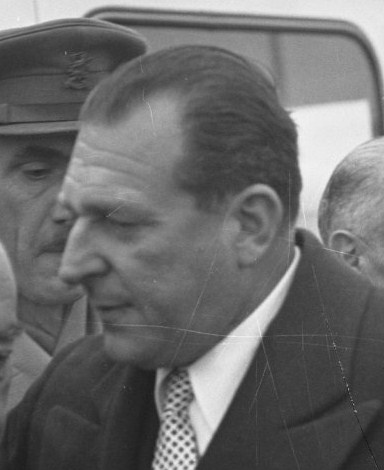
Don Juan de Borbón

Juan de Borbón y Battenberg (Büste im Rathaus von Barcelona)

Wappen des Grafen von Barcelona nach seinem formalen Thronverzicht (1977–1993)

Juan Carlos Teresa Silverio Alfonso de Borbón y Battenberg, in Spanien meist als Don Juan de Borbón bezeichnet, Infant von Spanien, Graf von Barcelona (* 20. Juni 1913 im Königlichen Palast von La Granja de San Ildefonso; † 1. April 1993 in Pamplona) war der dritte überlebende Sohn und das fünfte Kind des spanischen Königs Alfons XIII. und der Victoria Eugénie von Battenberg. Obwohl er seit 1941 Oberhaupt des spanischen Königshauses und Thronprätendent war, wurde er nie König von Spanien, da er und seine Familie nach dem Ende der Zweiten Republik und dem Spanischen Bürgerkrieg auch während des Franquismus im Exil lebten und die Monarchie in Spanien erst nach dem Tod Francisco Francos unter Juan de Borbóns Sohn Juan Carlos wieder eingerichtet wurde.

## Leben
Juan de Borbón wurde im Palast von San Ildefonso in der Provinz Segovia geboren. Er besuchte die Marineschule in San Fernando, Provinz Cádiz. Nach der Proklamation der zweiten Republik am 14. April 1931 verließ die königliche Familie das Land und ließ sich in Rom nieder. Nach dem Tod seines Vaters und dem Thronverzicht seiner Brüder Alfons, der eine Bürgerliche heiratete, und Jaime, der gehörlos war, wurde Juan 1941 Oberhaupt des spanischen Königshauses.
Während des Spanischen Bürgerkriegs (1936–1939) war Juan de Borbón zunächst den antirepublikanischen Truppen zugeneigt gewesen. Nachdem deren Führer ihm untersagten, an ihrer Seite zu kämpfen, und Franco der Restauration der Monarchie eine Absage erteilte, betonte Juan wiederholt den Anspruch seiner Familie auf die Herrschaft in Spanien und seinen Thronanspruch. Er verbreitete 1945 aus Lausanne und 1947 aus seinem neuen Exil-Sitz in Estoril (Portugal) Manifeste, in denen er die Wiedereinsetzung des Königshauses in Spanien forderte.
Franco erklärte 1947 Spanien zur Monarchie, bestimmte sich selbst aber bis auf weiteres zum Staatsoberhaupt. Damit war theoretisch der Weg zur „Wiedereinsetzung“ (reinstauración) eines Königs geebnet. Franco weigerte sich jedoch, Don Juan als zukünftigen König anzusehen. Stattdessen trafen sie 1948 ein inoffizielles Übereinkommen, nach dem Don Juans ältester Sohn Juan Carlos in Spanien erzogen und gegebenenfalls zum Nachfolger als Staatschef bestimmt werden solle. Tatsächlich erließ Franco 1969 ein Gesetz, das Juan Carlos offiziell als seinen politischen Erben benannte. 1975 wurde Juan Carlos nach dem Tod Francos als König eingesetzt. Don Juan verzichtete jedoch erst 1977 zugunsten seines Sohnes formell auf seinen dynastischen Thronanspruch; dieser beließ ihm wunschgemäß den Titel des Grafen von Barcelona, der seit dem 16. Jahrhundert dem König von Spanien zukommt.
Juan de Borbón starb nach langem Krebsleiden 1993 in Pamplona. Derzeit befinden sich seine sterblichen Überreste, ebenso wie die seiner verstorbenen Gattin, in der Verwesungskammer des Klosters El Escorial bei Madrid. Gemäß der spanischen Tradition sollen die Gebeine der Verstorbenen nach völliger Verwesung in den dafür vorgesehenen Sarkophagen im „Pantheon der Könige“ des Klosters ihre letzte Ruhestätte finden.

## Familie
Juan heiratete am 12. Oktober 1935 in Rom María de las Mercedes de Borbón y Orleans, Prinzessin Beider Sizilien, womit sich zwei Linien des Hauses Bourbon vereinten. Beide hatten vier gemeinsame Kinder:
- María del Pilar Alfonsa Juana Victoria Luísa Ignacia de Todos los Santos (1936–2020), Herzogin von Badajoz
- Juan Carlos Alfonso Victor María (* 1938), König von Spanien
- Margarita María de la Victoria Esperanza Jacoba Felicidad Perpetua de Todos los Santos (* 1939), Herzogin von Soria und zweite Herzogin von Hernani
- Alfonso Cristino Teresa Angelo Francisco de Asis y Todos los Santos (1941–1956)